# Bretteville-du-Grand-Caux

Bretteville-du-Grand-Caux este o comună în departamentul Seine-Maritime, Franța. În 1 ianuarie 2022 avea o populație de 1.373 de locuitori.